# Isabella Teotochi Albrizzi
Isabella Teotochi Albrizzi (ur. jako Elisawet Teotoki, gr. Ελισάβετ Θεοτόκη, 30 kwietnia lub 16 czerwca 1760 na Korfu, zm. 27 września 1836 w Wenecji) – włoska pisarka pochodzenia greckiego, mecenaska literatury i sztuki, w 1816 uhonorowana Orderem Krzyża Gwiaździstego.

## Życiorys

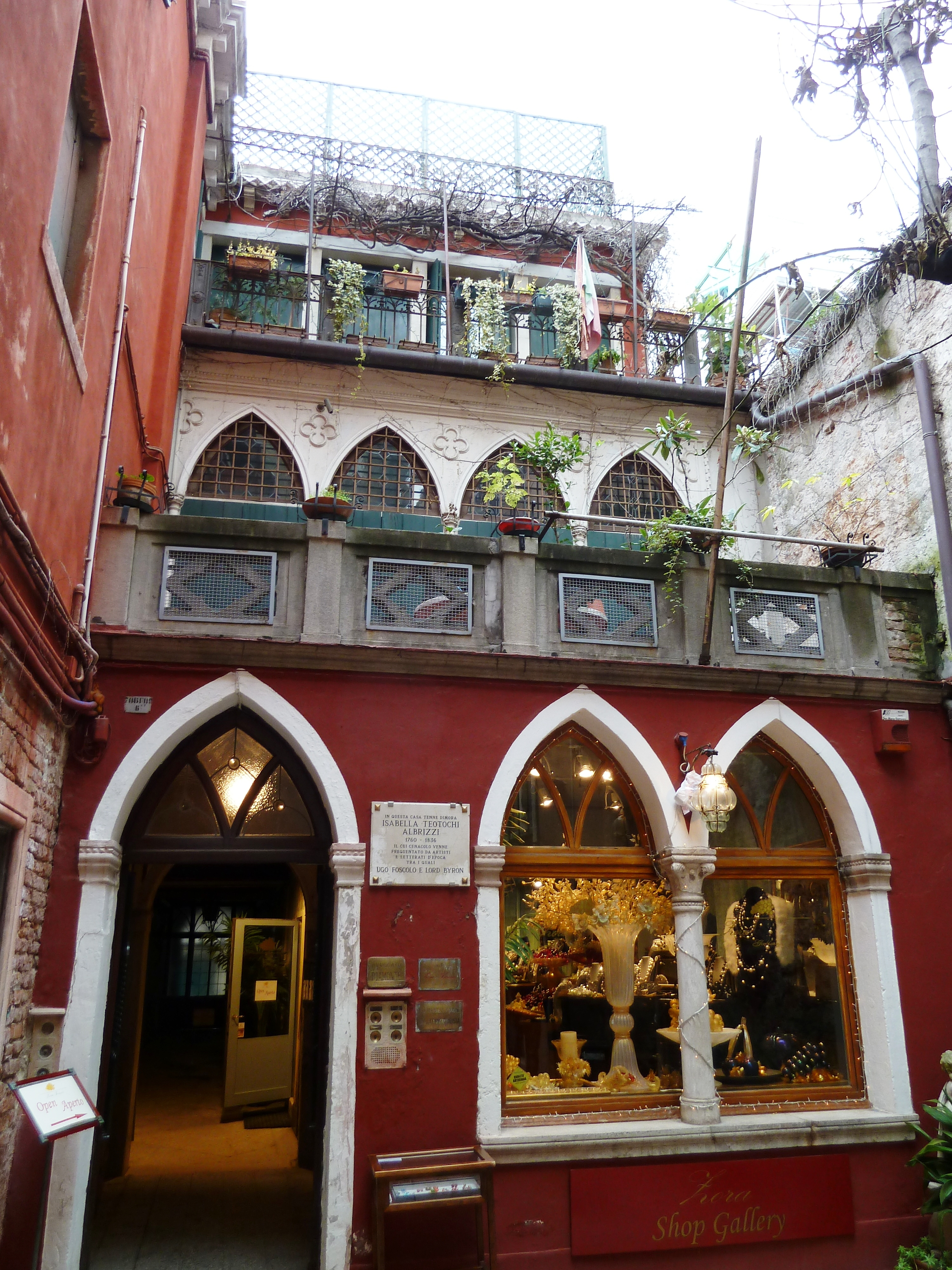
Dom pisarki w Wenecji

Pochodziła ze znanej na Korfu rodziny Theotokisów. Jej ojciec, hrabia Antonio Teotochi był Grekiem, a matka Nicoletta Veja (Devaggia, da Veglia) – Wenecjanką. W 1776 roku, w wieku 16 lat, poślubiła weneckiego patrycjusza Carla Antonia Marina. W 1778 przeprowadziła się z nim do Wenecji, skąd małżonkowie wyjechali do Salò, gdzie mieszkali przez dwa lata. Po powrocie do Wenecji przekonała męża do wynajęcia domu przy calle delle Balotte. Małżeństwo nie było jednak udane i zakończyło się unieważnieniem go w roku 1795. W 1796 Isabella Teotochi ponownie wyszła za mąż za Giuseppego Albrizziego. Miała dwóch synów: Giambattistę Marina z pierwszego związku i Giovanniego Battistę Giuseppego Albrizziego z drugiego małżeństwa.
Była wiodącą postacią w życiu kulturalnym Republiki Weneckiej. Prowadziła w mieście jeden z najbardziej znanych salonów, będący literackim i artystycznym centrum Wenecji. Do jej przyjaciół i gości należeli m.in. Ugo Foscolo, Antonio Canova, Lazzaro Spallanzani, Madame de Staël, Melchiorre Cesarotti, Aurelio de' Giorgi Bertola, Vittorio Alfieri, Ippolito Pindemonte i George Gordon Byron, który nazywał ją „wenecką madame de Staël”. 
W 1807 opublikowała swe Portrety (Ritratti), z informacjami o niezwykłych osobistościach, z którymi miała okazję się zetknąć, takimi jak Ugo Foscolo czy lord Byron (nie był on usatysfakcjonowany swym wizerunkiem, lecz zamiast zniszczyć zapiski zgodnie z jego życzeniem, autorka opublikowała je po śmierci poety). Była autorką studium o dziełach malarza i rzeźbiarza Antonio Canovy (Descrizione delle opere di Canova, 1821-25) i biografii włoskiej poetki Vittorii Colonna Vita di Vittoria Colonna (1836). Po jej śmierci opublikowano ponad 500 listów, jakie wymieniła z Ippolito Pindemonte.

## Twórczość
- Ritratti (1807)
- Opere di scultura e di plastica di Antonio Canova (1809)
- Descrizione delle opere di scultura e plastica di Antonio Canova (1824)
- Vita di Vittoria Colonna (1836)
- Difesa della Mirra d’Alfieri
- Controcanto: novelle femminili dell'Ottocento italiano
- Lettere a Isabella (1784–1828)